# Jacques Pauw

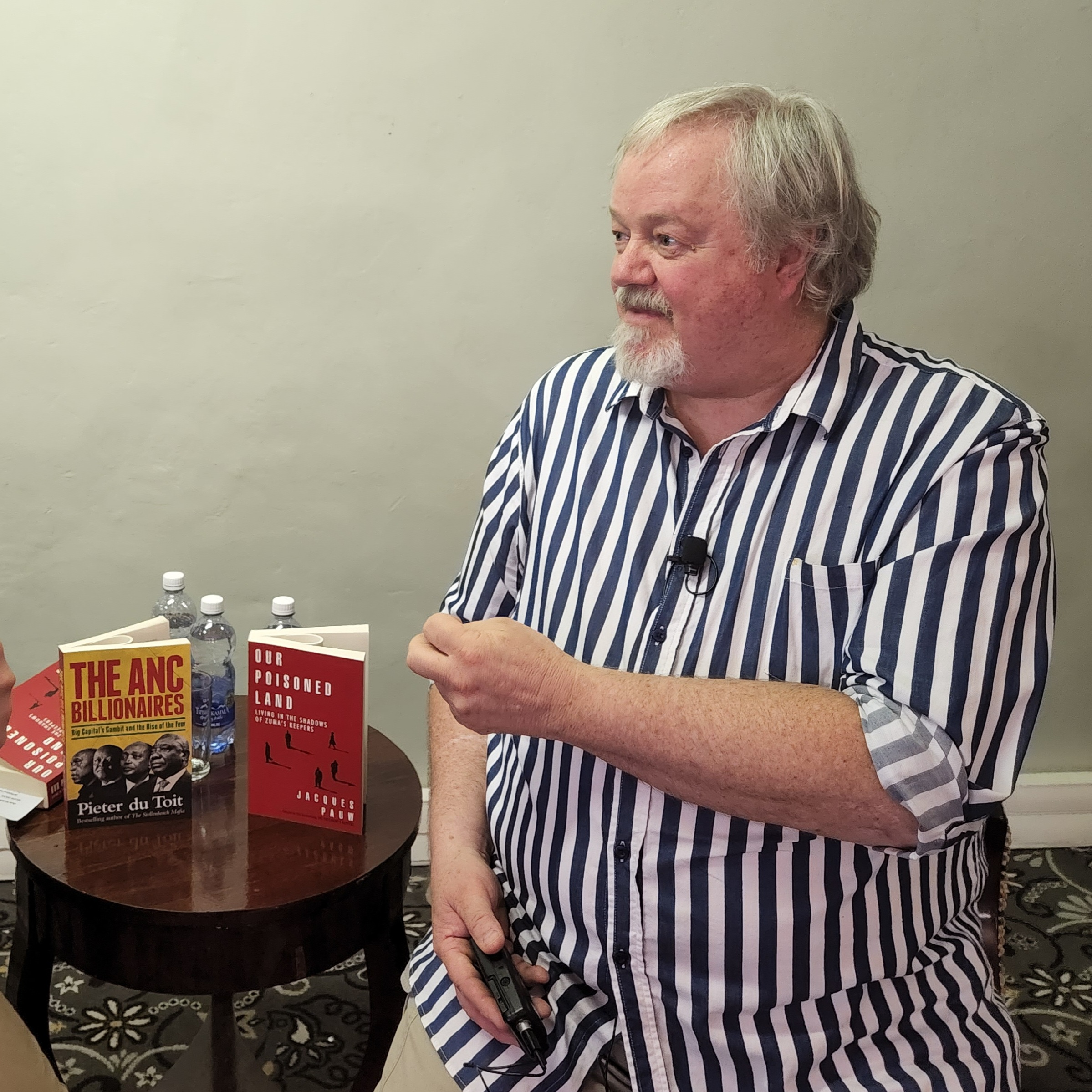
Jacques Pauw

Jacques Pauw [poː] (* im 20. Jahrhundert) ist ein südafrikanischer Schriftsteller, Journalist und Dokumentarfilmer. Er war Mitbegründer der Zeitung Vrye Weekblad und ist als investigativer Journalist bekannt.

## Leben
Pauw ist seit 1984 Journalist. Er war 1988 Mitbegründer und bis 1994 stellvertretender Herausgeber der oppositionellen afrikaanssprachigen Wochenzeitung Vrye Weekblad. 1989 war er der erste Journalist, der die Existenz von Todesschwadronen im südafrikanischen Vlakplaas aufdeckte. Ab 1994 arbeitete er als Exekutivdirektor der Sendereihe Special Assignment im Bereich Aktuelles bei der South African Broadcasting Corporation. Er wurde besonders durch seine Dokumentarfilme über Afrika bekannt, in denen er vor allem Gewalttaten beschreibt, etwa die Verbrechen der Apartheid-Regierung in Südafrika, den Darfur-Konflikt und kriminelle Milieus im südlichen Afrika. Die 2001 entstandene Dokumentation The Bishop of Shyogwe handelte von einem anglikanischen Bischof, der in den Völkermord in Ruanda verstrickt war und sich der Strafverfolgung entziehen wollte.
Als Autor schrieb er vor allem Sachbücher und mit Little ice cream boy einen Roman.
Im Oktober 2017 erschien sein Buch The President’s keepers, in dem er das Geflecht um Präsident Jacob Zuma beschreibt. Darin greift er unter anderem den südafrikanischen Geheimdienst State Security Agency (SSA) an, dessen Generaldirektor mit einer Unterlassungsverfügung die Verbreitung des Buches zu verhindern sucht. Auch Teile der Steuerbehörde South African Revenue Service (SARS) werden der illegalen Unterstützung Präsident Zumas bezichtigt, ebenso wie die Gupta-Familie, denen zusätzlich zu den bereits bekannten Einflussnahmen die erzwungene Einstellung von Personen im Justizbereich zur Last gelegt wird. Zu den Informanten gehörte der Jurist Paul O’Sullivan, der die Vereinigung Forensics for Justice leitet. Nach der Androhung eines Verbots am 4. November 2017 verkaufte sich das Buch an einem Tag rund zehntausend Mal. Pauw wurde in seinem Konflikt mit Regierungsbehörden von der Ahmed Kathrada Foundation unterstützt. Am 9. November erstattete die SSA Anzeige gegen Pauw und einen mutmaßlichen Informanten wegen Verstoßes gegen den Intelligence Service Act. Am 28. Februar 2018 wurde sein Haus von Mitgliedern der Polizei-Sondereinheit Hawks erfolglos durchsucht. Im Mai 2018 war The President’s Keepers über 200.000-mal verkauft worden.
Pauw lebt seit 2014 in der Stadt Riebeek Kasteel in der Lokalgemeinde Swartland nördlich von Kapstadt, wo er und seine Frau, die ebenfalls preisgekrönte Journalistin Sam Rogers, ein Gästehaus mit Restaurant betreiben.
Er gehört zum Redaktionsteam des Vrye Weekblad, dessen erneutes Erscheinen ab April 2019 geplant ist.
Pauw ist Mitglied des Internationalen Netzwerks investigativer Journalisten (ICIJ).

## Bibliografie
- 1991: In the heart of the whore: the story of apartheid’s death squads. Halfway House, Southern Book Publishers
- 1997: Into the heart of darkness: confessions of apartheid’s assassins. Jonathan Ball Publishers, Johannesburg
- 2007: Dances with devils: a journalist’s search for truth. Penguin Random House South Africa, Cape Town
- 2009: Little ice cream boy. Penguin Books, Johannesburg
- 2012: Rat roads: one man’s incredible journey. Penguin Random House South Africa, Cape Town
- 2017: The President’s keepers: those keeping Zuma in power and out of prison. Tafelberg, Cape Town

## Ehrungen
- 1999 und 2000: CNN African Journalist of the Year
- 2001: ICIJ Award for Outstanding International Investigative Reporting für The Bishop of Shyogwe[11]
- 2007: Nat Nakasa Award for Media Integrity